# Винтовка Крнка
Винтовка Крнка́ или Ружьё системы Крнка — однозарядная передельная винтовка системы чешского оружейника австрийского подданного Сильвестра Крнка, в 1869 году принятая на вооружение в Российской империи. Представляла собой переделку дульнозарядных винтовок образца 1856 года (стрелковая) и 1858 года (пехотная) под патрон центрального воспламенения с капсюлем Бердана.

## История
В 1860-х годах Военное министерство Российской империи активно изыскивало возможности быстрого перевооружения русской армии нарезным казнозарядным оружием под патроны с металлическими гильзами. Наряду с разработкой и поиском новых образцов такого оружия особое внимание было обращено на возможность переделки в казнозарядные имевшихся дульнозарядных образцов. Внимание министерства привлекла модель австрийского оружейника Сильвестра Крнка. Основным достоинством модели была простота её устройства и легкость, с которой под эту модель можно было переделать российские 6-линейные дульнозарядные винтовки обр. 1856 и 1858 гг. Переделочный образец был утвержден 18 марта 1869 года. Работы по переделке велись в массовом порядке как на государственных, так и на частных предприятиях.

## Устройство

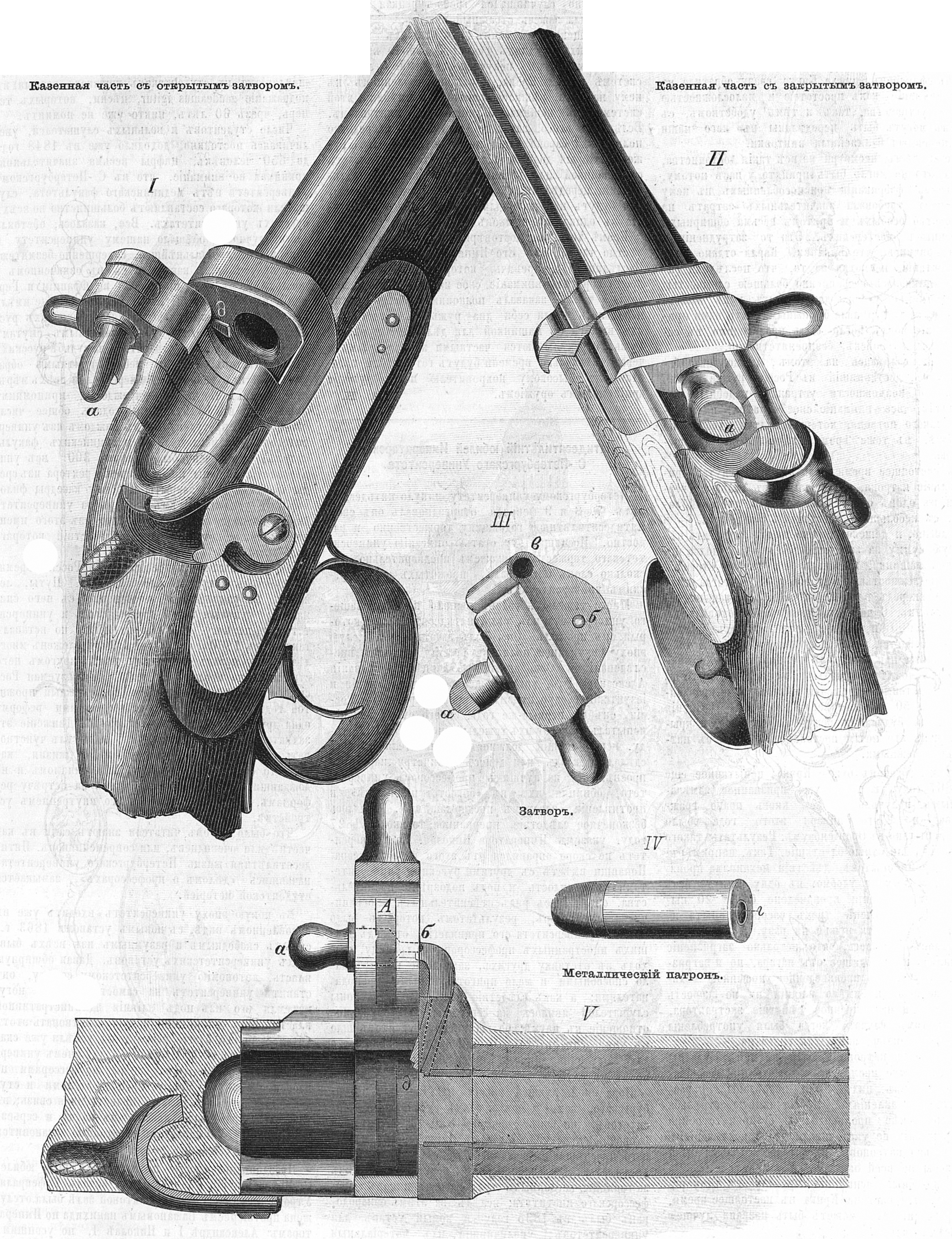
Устройство винтовки Крнка, рисунок А. Нищенкова, 1869 год

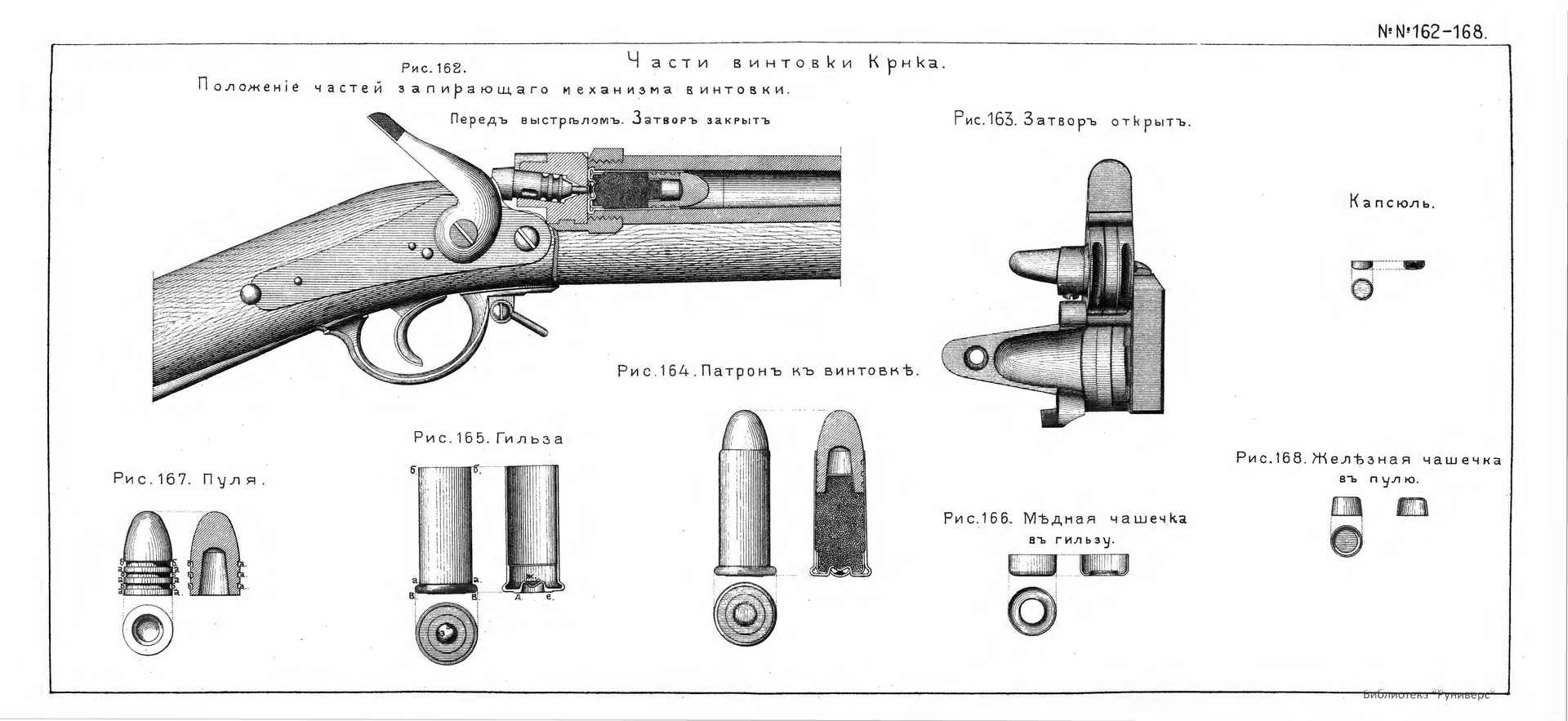
Устройство винтовки и боеприпаса, рисунок из труда В. Г. Федорова «Вооружение русской армии за XIX столетие», 1901 год

Ствол стальной, в сечении — круглый, с нарезным каналом. Калибр 6 линий — 15,24 мм. Мушка скругленная, на прямоугольной платформе. Прицел состоит из колодки и крепящейся к ней на шарнире откидной рамки с хомутиком.
На казённую часть ствола навинчена латунная ствольная коробка с жёлобом для вкладывания патронов в канал ствола, которая крепится к ложе посредством хвостового винта. Затвор откидной, полуцилиндрической формы, открывается откидыванием справа налево. В высверленном в затворе наклонном канале находится ударная шпилька с упирающимся в неё стержнем, по головке которого ударяет курок. Ударно-спусковой механизм аналогичен капсюльному замку пехотного ружья обр. 1845 года, кроме курка. Курок с насечкой на спице и вынесенной влево от оси ударной частью.
Ложа деревянная, с длинным цевьём. Приклад с прямой шейкой. Спусковая скоба из медного сплава, округлая, составная, с антабкой. Спусковой крючок С-образный. Затыльник Г-образный, с гребнем, крепится на двух винтах. Ствол крепится к ложе винтом через хвостовик и двумя обоймицами (ложевыми кольцами), на передней из которых укреплена антабка. Наконечник цевья с гнездом для шомпола. Шомпол стальной, с цилиндрическим наконечником и навинтованным задним концом. Ремень кожаный, с пуговицей, простой металлической пряжкой и охватывающей кожаной петлей.
В целом, система Крнка была для своего времени неплохо проработана, в частности, отличалась очень крепкой затворной группой — аналогичная по конструкции использовалась в крепостном ружье Крнка-Гана калибра 20,4 мм.
Также хорошим аттестатом прочности и живучести системы Крнка может послужить массовое использование снятых с вооружения старых винтовок в качестве охотничьего оружия, как правило — в переделанном под дробовые патроны виде. Существовали в своё время целые небольшие предприятия, занимавшиеся кустарной переделкой винтовок Крнка с расстрелянным стволом в охотничьи ружья.
Основные её недостатки — то есть, сравнительно невысокая скорострельность, не лучшая баллистика и ненадёжная экстракция стреляных гильз — проистекали, как и всех образцов оружия такого рода (системы Снайдера, Снайдера-Шнейдера и подобные), из того, что она переделывалась из старых с дула заряжаемых винтовок, имевших сравнительно крупный калибр, следовательно — неудовлетворительную по сравнению с новыми малокалиберными образцами баллистику.
Экстрактор винтовки Крнка был совершеннее, чем у разработанной в то же время винтовки Снайдера, так как при полной исправности и чистоте механизма не только выдвигал гильзу из патронника, но и выбрасывал её за пределы оружия через жёлоб ствольной коробки (для этого затвор винтовки было предписано открывать резким ударом ладонью по расположенной справа рукояти), исключая момент вынимания её из ствольной коробки рукой и, тем самым, повышая скорострельность. На изношенном или загрязнённом оружии, однако, экстрактор действовал не столь резко, так что гильзу всё же приходилось вытягивать руками, а в редких случаях — даже выбивать шомполом с дульного среза. Этот недостаток — ненадёжная экстракция стреляных гильз — вообще был характерен для всех систем, созданных до появления продольно скользящих затворов, которые получили подпружиненный зуб выбрасывателя, с лёгкостью вытягивающий из патронника даже туго засевшую в нём гильзу прямо при открывании затвора. Например, американская винтовка Спрингфилд обр. 1873 года системы Аллена также имела проблемы с экстракцией при загрязнении механизма или окисле на гильзах патронов, что было особенно опасно на карабине, который не имел шомпола.
Как ещё один из недостатков системы Крнка называли возможность того, что при разрыве гильзы пороховые газы могут ударить в лицо стрелку через жёлоб в ствольной коробке для выброса гильзы, что было менее вероятно в системе Снайдера, у которой задняя стенка коробки была глухая. Впрочем, в последующих винтовках с продольно скользящими затворами подобная вероятность была намного выше, что нисколько не помешало их широчайшему распространению (правда, первое время в них пытались делать специальные поперечные пропилы ствольной коробки в районе чашечки затвора для стравливания газов, но их эффективность была не слишком велика).
У пехотной винтовки прицел был изначально насечён до 600 шагов, у стрелковой — до 1200. После войны 1877—78 годов все винтовки Крнка получили прицел до 1200 шагов, хотя ведение прицельного огня на такие дистанции по отдельным целям с открытым прицелом было невозможно, тем более с учётом скверной баллистики 6-линейного патрона. Прицелы, рассчитанные на ведение огня на мало реалистичные для стрелкового оружия дальности (до 3,5 км) были в моде в последней четверти XIX века, после анализа боевого опыта франко-прусской войны, когда военные теоретики рассматривали залповую стрельбу из стрелкового оружия по тем же критериям, что и навесной огонь артиллерии, оперируя такими понятиями, как стрельба по невидимой цели, огонь по площадям и зоны поражения. На практике стрельба на такие расстояния, особенно при отсутствии должной дисциплины и корректировки огня (что было скорее правилом, чем исключением), приводила обычно лишь к непроизводительной трате патронов, так как даже если несколько пуль из тысячи и поражали отдельных солдат противника, эффект от этого был главным образом лишь деморализующий, стрелки же, практикующие подобную стрельбу, рисковали оказаться без патронов непосредственно в бою. В любом случае, на практике находчивые командиры даже с прицелами, насечёнными до 600 шагов, легко выходили из положения, приказывая солдатам вести огонь на большие дистанции, беря поправку по высоте на глаз, или же по ориентирам на местности, что было вполне удовлетворительно для стрельбы «по площадям».

## Надписи и клейма
- На стволе слева в казённой части — цифра «65170» (номер оружия);
- на передней части спусковой скобы — цифра «6501» (номер оружия),
- буквы «пс»; на антабке — цифра «65014» (номер оружия);
- на задней части спусковой скобы — буквы «Z», «ик», «пс» и клеймо в виде молотка;
- на замочной личинке — буквы «ГЮ» и клеймо в виде лука со стрелой (Ижевского оружейного завода);
- на замочной доске — надпись в две строки «m.o.з. ¦ 1861: НМ» (Тульский оружейный завод, дата производства замка); на затыльнике приклада — буквы «КМ»;
- на гребне затыльника — изображение двуглавого орла, держащего в лапах стрелу;
- на наконечнике цевья — клеймо в виде лука со стрелой (Ижевского оружейного завода);
- на передней обоймице — нечитаемые клейма, цифра «31498» (номер оружия);
- на средней обоймице — цифра «19290» (номер оружия);
- на задней обоймице — цифра «29025» (номер оружия) поверх букв «BD» (?) и цифры «23990»;
- на раме затвора — цифра «65170» (номер оружия) и буквы «LG»;
- на затворе — цифры «65170» (номер оружия); на колодке и рамке прицела — цифры последовательно от «3» до «12» (обозначения дистанций в шагах);
- на хомутике прицела — цифры «1» и «2»; на колодке прицела — буква «L».

Так как винтовки переделывались из старых дульнозарядных, имевшиеся на них изначальные клейма и надписи не забивались, в результате чего на винтовках системы Крнка можно одновременно видеть клейма Тульского и Ижевского заводов, не совпадающие друг с другом серийные номера. Такую чересполосицу клейм и надписей можно видеть и на настоящем экземпляре. Номером винтовки данной системы следует считать № 65170, выбитый на основных элементах (стволе, прикладе) и на деталях, которые не могут относиться к дульнозарядным образцам (затворе, раме затвора).

## Варианты и модификации
Винтовка существовала в пехотной, стрелковой и драгунской разновидностях.
- передельная пехотная винтовка Крнка — изготавливалась из 6-линейных дульнозарядных пехотных винтовок образца 1859 года
- передельная стрелковая винтовка Крнка — изготавливалась из 6-линейных дульнозарядных стрелковых винтовок образца 1856 года
- передельное охотничье ружьё из винтовки Крнка — изготавливались из снятых с вооружения винтовок Крнка[4] до начала первой мировой войны[5]

## Государства-эксплуатанты
- Российская империя — сохранялась на вооружение некоторое время спустя принятия на вооружение винтовок системы Бердана: так, по состоянию на 1 января 1877 года 27 из 48 дивизий русской армии были по-прежнему вооружены винтовками системы Крнка, в общей сложности на вооружении имелось пехотных винтовок Крнка — 372 700 шт. на вооружении и 192 866 шт. в запасе; драгунских винтовок Крнка — 40 597 шт. на вооружении и 192 866 в запасе[6]
- Болгария — первые винтовки были получены в ходе войны 1877—1878 года, к 1879 году на вооружении созданной болгарской армии имелось 27 000 шт. таких винтовок. После перевооружения русской армии на винтовки системы Бердана Болгарии было поставлено дополнительное количество винтовок Крнка и патронов к ним; в 1880 году было принято решение о перевооружении болгарской армии на винтовки Бердана, но винтовки Крнка остались на складах (по состоянию на 1 сентября 1912 года их было 12 925 шт.)[7]; на 14 октября 1915 года, к моменту вступления Болгарии в Первую мировую войну, на вооружении оставалось 12 800 шт. винтовок системы Крнка[8]
- княжество Черногория — 5000 шт. винтовок Крнка находились на вооружении вместе с винтовками иных систем[9]